# ديفيد راشي
ديفيد راشي (بالإنجليزية: David Rasche)‏ هو ممثل أمريكي، ولد في 7 أغسطس 1944 بسانت لويس في الولايات المتحدة.

## أعمال

### أفلام
- (1978) امرأة غير متزوجة
- (1979) مانهاتن[6]
- (1986) كوبرا[7]
- (2003) متزوجان للتو[8]
- (2006) يونايتد 93[9]
- (2008) يحرق بعد القراءة[10]
- (2012) رجال ذوو بزات سوداء 3[11][12][13]
- (2013) اقتل أعزائك[14]
- (2013) الزفاف الكبير[15]
- (2014) أميرة وسام

## وصلات خارجية
- ديفيد راشي على موقع IMDb (الإنجليزية)
- ديفيد راشي على موقع قاعدة بيانات الأفلام العربية
- ديفيد راشي على موقع ألو سيني (الفرنسية)
- ديفيد راشي على موقع ميوزك برينز (الإنجليزية)
- ديفيد راشي على موقع أول موفي (الإنجليزية)
- ديفيد راشي على موقع قاعدة بيانات برودواي على الإنترنت (الإنجليزية)
- ديفيد راشي على موقع قاعدة بيانات الأفلام السويدية (السويدية)
- ديفيد راشي على موقع إن إن دي بي (الإنجليزية)
- ديفيد راشي على موقع ديسكوغز (الإنجليزية)
- ديفيد راشي على موقع قاعدة بيانات الفيلم (الإنجليزية)